# Figaro boardmani
Pour les articles homonymes, voir Figaro (homonymie).
Espèce
Synonymes
- Galeus boardmani (Whitley, 1928)

Répartition géographique
Statut de conservation UICN

 LC  : Préoccupation mineure
Figaro boardmani est une espèce de requins.